# Kama (broń)

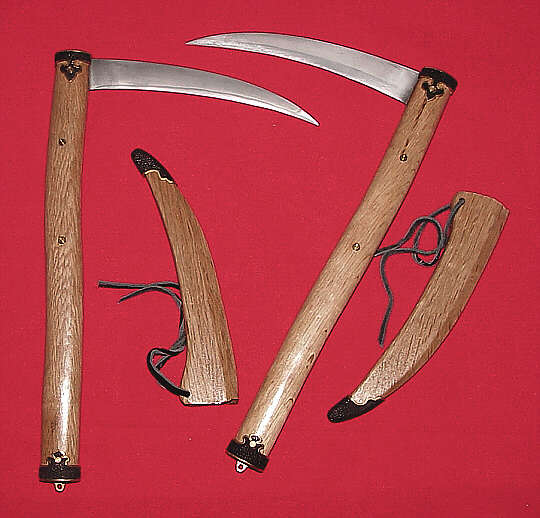

Kama – broń biała, sieczna, którą posługiwali się japońscy wojownicy ninja. Broń wywodzi się od rolniczego sierpa. Zbudowana z rękojeści (ok. 45 cm) i prostopadłego jednosiecznego, wewnętrznie wygiętego ostrza. Istnieje także wersja, zwana Ono kama, różniąca się od tradycyjnej kamy  księżycowatym jelcem osłaniającym dłoń. Niekiedy jelec ma kolce i pełni wtedy funkcję kastetu.